# Trincity
Trincity es una localidad de Trinidad y Tobago, que forma parte de la región de Tunapuna-Piarco.

## Geografía
La localidad abarca parte de la isla Trinidad y limita al norte con El Dorado y Tacarigua, al sur con Pasea Extension, al este con Dinsley y Dinsley-Trincity y al oeste con Macoya.

## Demografía
Datos demográficos de la localidad de Trincity:
| Gráfica de evolución demográfica de Trincity entre 2000 y 2011 |
|                                                                |